# Життя обділеної в юності людини
Життя обділеної в юності людини (англ. One Life, Furnished in Early Poverty) — другий сегмент 11-го епізоду 1-го сезону телевізійного серіалу «Зона сутінків».

## Сюжет
Головний герой епізоду, успішний, але трохи інфантильний письменник з Лос-Анджелесу на ім'я Гас Розенталь, тримає у своєму помешканні колекцію іграшкових солдатиків, яка збереглася в нього ще з дитячих років. Одного дня пізно ввечері Гас приїжджає до рідної домівки, розташованої в невеликому містечку Огайо, в якому він провів своє дитинство, з метою відшукати ще одного іграшкового солдатика, закопаного ним в землю дуже багато років тому. Віднайшовши його, Гас одразу повертається в часи, коли він був ще зовсім малим, при цьому залишившись вже дорослим чоловіком. Він тепер бачить самого себе в дитинстві неначе з боку, при цьому аналізуючи свої ж вчинки з позиції вже прожитих років та накопиченого власного досвіду. Перше, що бачить чоловік, — це те, як батько лупцює його ременем за крадіжку. Після цього Гас-дорослий упереджує Гаса-дитину, тобто самого себе, від поганих вчинків та негативних впливів, таким чином очищуючи свою біографію від сумнівних її фактів. В процесі спілкування між чоловіком та дитиною виникають дружні стосунки, він стає для хлопчика справжнім авторитетом — навіть більшим, аніж його батько. Гас розповідає хлопчикові, хто він є, чим займається, в свою чергу, Гас-дитина ділиться зі своїм співрозмовником планами стати в майбутньому художником-карикатуристом, після чого Гас хвалить дитину, зауваживши, що це досить прибуткова професія. Також письменник робить дуже великий крок уперед, ліквідувавши в своєму новому другові бажання красти, яке раніше було більш сильним, аніж воля хлопчика.
Тісне спілкування та дружба між Гасом і хлопчиком згодом почали викликати ревнощі в його батька, Лу. Одного разу Лу заходить до письменника та починає вести з ним серйозну розмову з цього приводу, навіть не підозрюючи, що перед ним і є його син, тільки у зрілому віці. Спочатку чоловік висуває Гасові претензії, що той фактично відбирає в нього сина, однак вже після нетривалої бесіди змінює своє ставлення до співрозмовника, оцінивши його позитивні якості, після того, як той, розповівши про себе, радить Лу знайти спільну мову зі своїм сином та навчитися його вислуховувати.
Наприкінці епізоду Гас Розенталь каже своєму малому другові, що від'їжджає назад до Лос-Анджелеса. Малий Гас просить взяти його з собою, проте чоловік не погоджується на це, сказавши хлопчикові, що це неможливо. Після тривалих вмовлянь дитина врешті-решт ображається на Гаса та тікає від нього, а сам Гас закопує назад іграшкового солдата, повернувшись, таким чином, знову до свого часу.

## Оповіді

### Початкова оповідь
«Він мав повернутися назад. Це було досить просто. Повернутися до місць, де його гнів пустив своє перше коріння. Повернутися, щоб віднайти ту точку, з якої почне прокладатися шлях до його успіху… та самотності. Оскільки тут, у маленькому містечку Огайо, мешкали тіні хлопчика, яким він був, та чоловіка, яким він міг би стати. Гас Розенталь повертається додому… У зону сутінків».

### Заключна оповідь
«Як гірко, що ми витрачаємо стільки часу, намагаючись виправдатися перед тінями тих, кого вже давно немає. І, навіть якщо б вони були живі, чи пам'ятали б вони? Чи пам'ятали б вони свої слова та вчинки, що примусили вас все життя щось доводити? І, якщо б ви повернулися, хіба б ви не дізналися, що завжди були господарем своєї долі. І, якщо ви засвоїте цю важливу істину, хіба це не позбавить вас даремного часу, мертвого вантажу із зони сутінків».

## Цікаві факти
- Епізод базується на однойменній історії, написаній Харланом Елісоном та вперше опублікованій в антології «Orbit 8» у 1970.
- Історія частково базується на фактах з біографії Харлана Елісона.
- Тематично епізод перегукується з епізодом «Дистанція для прогулянки» (англ. Walking Distance) оригінальної «Зони сутінків».

## Ролі виконують
- Пітер Рігерт — Гас Розенталь
- Кріс Геберт — Гас у дитинстві
- Джек Кегое — Лу Розенталь
- Барбара Тарбак — Саріта Розенталь
- С'юзан Вілер Дафф — жінка
- Біф Їґер — Джек Вілдон
- Гері Карп — Джек Вілдон у дитинстві

## Реліз
Прем'єрний показ епізоду відбувся 6 грудня 1985 у Великій Британії.